# 果州
果州，唐朝时设置的州。
武德四年（621年）割隆州南充、相如二縣置。治所在南充縣（今四川省南充市東北），因境內有果山得名。天寶元年（742年）改為南充郡。乾元元年（758年）復為果州。領縣六：南充縣、相如縣、流溪縣、西充縣、朗池縣、岳池縣。南宋嘉定十四年（1221年）升果州為順慶府。
| 唐朝果州辖县 | 唐朝果州辖县                                             |
| ------------ | -------------------------------------------------------- |
| 621年        | 南充县、相如县、西充县、朗池县                           |
| 681年        | 南充县、相如县、西充县、朗池县（增流溪县）               |
| 697年        | 南充县、相如县、西充县、朗池县、流溪县（增岳池县）       |
| 732年        | 南充县、相如县、西充县、朗池县、流溪县、岳池县           |
| 762年        | 南充县、相如县、西充县、流溪县、岳池县（朗池县改属蓬州） |

唐朝果州刺史
- 王义童（629年）
- 徐孝德（贞观年间）
- 薛敬德（贞观年间）
- 吴敬仲（贞观年间）
- 独孤瑛（永徽年间—656年）
- 徐德（657年）
- 高敬言（唐高宗时）
- 骞基（唐高宗时）
- 元仲宣（武周时）
- 吴元恺（武周时）
- 于知微（696年）
- 李湛（唐中宗时）
- 李道坚（唐睿宗时）
- 王子麟（713年）
- 钟绍京（714年）
- 路晚金（开元年间）
- 王英（开元年间）
- 王仁嗣（开元年间）
- 郑某（唐玄宗时）
- 南充郡太守
- 王滔（唐肃宗、唐代宗时）
- 李某（763年）
- 乔琳（大历年间）
- 韦瑶（大历年间）
- 杜随（大历年间）
- 李端（建中初年）
- 白志贞（786年—787年）
- 赵珉（788年）
- 韦诞（789年—790年）
- 韩佾（790年—791年）
- 辛巢父（贞元年间）
- 李坚（793年—795年）
- 畅当（贞元年间）
- 韦贯之（808年，未任）
- 崔韶（816年—818年）
- 崔玄亮（元和年间）
- 刘垍（829年）
- 韦公肃（831年）
- 郑承休（849年）
- 王贽弘（851年—852年）
- 王宗寿（乾宁初年）
- 张雄（896年）
- 高爽（乾宁年间）